# Saint-Georges-du-Rosay
Saint-Georges-du-Rosay é uma comuna francesa na região administrativa do País do Loire, no departamento de Sarthe. Estende-se por uma área de 17.31 km². Em 2010 a comuna tinha 444 habitantes (densidade: 25,6 hab./km²).